# Agathiopsis angustifascia
Agathiopsis angustifascia là một loài bướm đêm trong họ Geometridae.